# Charles-Bernard van de Werve
 (avril 2009).
Si vous disposez d'ouvrages ou d'articles de référence ou si vous connaissez des sites web de qualité traitant du thème abordé ici, merci de compléter l'article en donnant les références utiles à sa vérifiabilité et en les liant à la section « Notes et références ».
Charles-Bernard van de Werve (1740-1813), comte de Vorselaar, baron de Lichtaert et de Rielen, seigneur de Giessen-Oudkerk, fut échevin (1765-1770), puis maire de la ville d'Anvers à l'époque de la République française.

## Biographie
Il était le fils de Charles-Philippe van de Werve, comte de Vorselaar, baron de Lichtaert et de Rielen, seigneur de Giessen-Oudkerk, et de Marie-Anne de Pret.

### Échevin puis maire d'Anvers
Le jeune Charles fait ses études supérieures à l'université de Louvain où il est immatriculé le 16 janvier 1761. Il obtient le 31 août 1763, le diplôme de licencié en droit civil et canon. 
Il était membre de l'État Noble des États de Brabant depuis 1769 et participait alors aux réunions que ces derniers tenaient à Bruxelles dans ce qui est devenu aujourd'hui le Palais de la Nation. Il fut nommé échevin d'Anvers en 1765. Il avait rempli cette fonction avec grande conscience jusqu'en 1770. Il dut alors demander la  démission de ses fonctions au Gouverneur Général Charles de Lorraine pour raison de santé. 

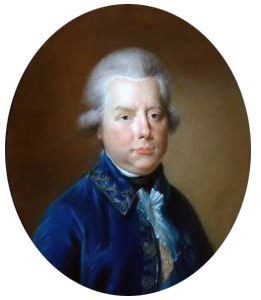
Le Prince Guillaume V d'Orange

En 1787, le bourgmestre d'Anvers, Jacques-Abilius della Faille, obtient le retrait d'une ordonnance réformant les Guildes et les Métiers décidée par Joseph II, souverain bien intentionné mais trop pressé de tout faire changer en trop peu de temps, ce qui inquiète et exaspère les Belges. À l'entrée de la ville, les chevaux de la voiture de Jacques-Abilius della Faille sont dételés et « 200 bras patriotiques » tirent le carrosse « aux acclamations de tout le peuple » saluant « le Père de la Patrie, un des libérateurs Brabançons ». Le lendemain, 3 juin, la fête continue et le bourgmestre della Faille est harangué par l'évêque d'Anvers puis par le comte Charles-Bernard van de Werve de Vorselaar, le baron de Schilde (Philippe-Louis van de Werve, frère de Charles-Bernard) et le baron d'Hoogvorst, au nom de l'État Noble. 
Après la prise d'Anvers, le 6 novembre 1792, par les armées de la République française, il faut renouveler le Magistrat de la ville. Tout le monde se tourne vers Charles-Bernard et le propose comme premier bourgmestre[pas clair] {Fut-il nommé maire par la République française ou premier bourgmestre dans l'ancien système de gouvernance}. Il accepte donc le poste qui lui est proposé et qui n'est pas de tout repos car il devra assurer que la retraite des Français se passe sans accroc à la suite de la victoire de l'armée impériale à la bataille de Neerwinden suivie du retour aux institutions d'Ancien Régime. 
Comme maire, le comte de Vorselaar doit recevoir les principaux généraux coalisés de passage à Anvers : le prince d'Orange (Guillaume V), Frederick, duc d'York et Albany, général en chef du corps expéditionnaire britannique, le prince Frédéric de Saxe-Cobourg, le prince Ferdinand de Wurtemberg, etc.
Le 6 mai 1793, après le retour d'Anvers dans le Saint-Empire, il est à nouveau nommé échevin, mais doit adresser aussitôt à l'archiduc Charles, nouveau Gouverneur Général, une requête pour démissionner car il est à nouveau gravement malade.

## Correspondant du papePie VII

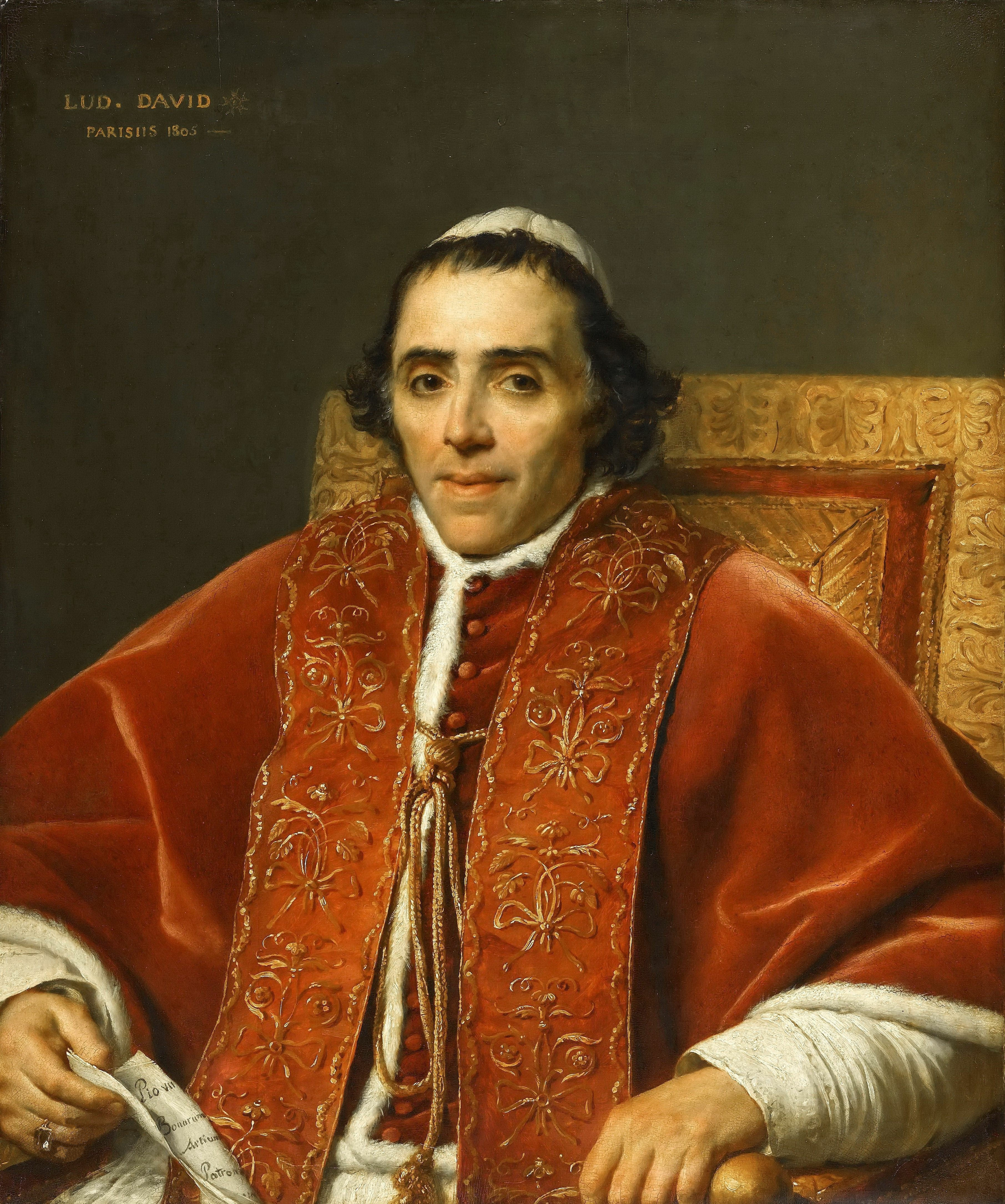
Portrait de Pie VII par David, musée du Louvre

Le 14 juillet 1794, Anvers est occupé pour la seconde fois par les Français et devient la préfecture du département des Deux-Nèthes. À partir de 1809, Napoléon Ier est en conflit avec le pape Pie VII. Très attachés à Rome, le comte et la comtesse de Vorselaar s'offrent à servir de boîte aux lettres pour la correspondance que le pape Pie VII adresse à ses cardinaux. C'est chez eux que les messages du pape arrivent clandestinement et de chez eux qu'ils partent ensuite à l'adresse de leurs destinataires.

### Famille et descendance
Le 4 octobre 1763, à l'âge de vingt-trois ans, Charles-Bernard épouse Hubertine Josèphe Caroline de Gilman, fille du seigneur de Mertsenhoven et d'Itteren, et de Catherine-Caroline de Vecquemans de la Verre et Zevenbergen. Les témoins sont Charles-Philippe van de Werve, père du jeune marié, et Ferdinand Henri Joseph, baron de Vecquemans de la Verre et Zevenbergen, seigneur de Ranst et Millegem.
Ils eurent un fils, Charles-Augustin. 
Hubertine moura quelques années plus tard.
Charles-Bernard se remaria le 6 mai 1788 avec Reine Josèphe Marie della Faille, nièce du bourgmestre Jacques-Abilius en la cathédrale Notre-Dame.
Le comte Charles-Bernard van de Werve s'éteignit le 4 janvier 1813. Il avait eu un fils unique : Charles-Augustin.

## Sources
- Mertens en Torfs, "Geschiedenis van Antwerpen", Aanhangsel
- BRABANT & REVOLUTION - Les Trois États représentant le peuple du duché de Brabant. A Bruxelles, Chez H.F. t'Serstevens, s.d. (1789).
- Les van de Werve: 800 ans d'histoire, (tome I) de Yves Schmitz et Alfons Bousse -Waremme, décembre 1988, Chapitre XII.